# Johnstone Kemboi Chebii
Johnstone Kemboi Chebii (* 12. Dezember 1968) ist ein ehemaliger kenianischer Langstreckenläufer, der sich auf den Marathonlauf spezialisiert hatte.
2005 gewann er den San-Sebastián-Marathon und wurde Fünfter beim Nairobi-Marathon. In der folgenden Saison belegte er in Nairobi nur den dreizehnten Platz und beim Madrid-Marathon den elften Platz, konnte dafür aber den Lidingöloppet gewinnen. 2007 siegte er beim Barcelona-Marathon sowie beim La-Rochelle-Marathon und belegte beim Helsinki-Marathon den zweiten Platz. Im Jahr darauf wurde er Zweiter in Barcelona und beim Lissabon-Marathon, gewann aber dieses Mal den Helsinki-Marathon. 2009 siegte er zum zweiten Mal nach 2007 beim Barcelona-Marathon.

## Bestleistungen
- Halbmarathon: 1:02:50 h, 11. September 2005, Saragossa
- Marathon: 2:12:04 h, 4. März 2007, Barcelona